# Неоліт
Неолі́т, новокам'яна доба (від грец. νέος — новий і λίθος — камінь) — період історії людства, який тривав від 10-го до поч. 3-го тис. до н. е.) та прийшов на зміну мезоліту, заключний період кам'яної доби. Саме з неолітом пов'язаний початок переходу від привласнювальних форм господарства до відтворювальних, створення культурно-історичних областей, в межах яких розповсюджувалися такі інновації, як відтворювальне господарство, кераміка, відтискальна техніка розщеплення, шліфування, свердління, різноманітні елементи духовної культури.
Розвиток неоліту почався в регіоні «Родючого Півмісяця» — на Близькому Сході, в Малій Азії та в Загросі. До початку-середини VII тис. до н. е. неоліт проходить так звану докерамічну фазу розвитку. Окремі регіони земної кулі були втягнуті в процес неолітизації неодночасно. Так само й перехід до наступної епохи, енеоліту, для якого властива поява перших виробів із міді, відбувався в різних регіонах у різний час. Розвиток неоліту України охоплює проміжок часу із середини 8-го до початку 4-го тис. до н. е. При цьому, період із середини 6-го до початку 4-го тис. до н. е. характеризується співіснуванням неолітичних і енеолітичних культур.

## Культура неоліту

### Виникнення
Розквіт родоплемінного ладу припадає на добу неоліту, який починається в Україні приблизно 7 тисяч років тому, оскільки сприятливі екологія, клімат і родючі землі створювали ідеальні умови для розвитку господарства. Утвердження родоплемінного ладу сприяло розвиткові не лише матеріальної культури, а й духовного життя первісної людини, яка усе впевненіше освоювала природу і сама ставала для довкілля джерелом як найкращих сподівань, так і побоювань. Значних успіхів було досягнуто в розвитку мислення, мови, мистецтва, основ прикладних знань та елементів ідеологічних уявлень. Питання про виникнення мистецтва дуже складне. Існують теорії, які зводять мистецтво до побічних результатів релігійної практики, художнього інстинкту, потреби в розвагах тощо. На думку багатьох дослідників переважає теорія згідно з якою мистецтво, так само як мислення й мова, прикладні знання, з'явилося у зв'язку з трудовою діяльністю людини. Відображаючи досвід людського колективу, мистецтво в естетично опосередкованій формі сприяло його емоційному узагальненню, процесу передавання нащадкам. Цим пояснюється і реалістичність первісної графіки, фольклору, скульптури, музики танцю.

Розташування деяких культур у Європі в добу Неоліту

### Образотворче мистецтво
Образотворче мистецтво родоплемінної общини, як свідчить археологічні пам'ятки, — це кругла скульптура і рельєф. З'являються графічні зображення тварин, рідше рослин і людей. Наскельні малюнки з великою експресією та реалістичністю зображують тварин і людей, мисливські та воєнні сцени, релігійні сюжети, танці.

### Музичне мистецтво
Зароджується пісенне та інструментальне мистецтво. Зазначимо, що музичні інструменти виникли рано. Це ударні пристрої з двох кісток, дрючків, натягнутої шкіри, найпростіші щипкові інструменти, прототипом яких, мабуть, була тятива лука, різні сурми, сопілки, гудочки тощо.

### Танці
Первісні люди танцювали колективно, дуже образно відтворюючи сцени полювання, рибальства, воєнних дій, статевих стосунків, поклоніння силам природи.

### Кераміка

#### Докерамічна культура
Найдавнішою неолітичною пам'яткою на території України є Кам'яна Могила, де вперше відзначені сліди відтворюючого господарства на території України (7500 до н. е.). Протягом 1-ї половини 7-го тис. до н. е. неоліт починає розвиватися на всій території степової та лісостепової України, а також у Криму. Період розвитку неоліту України з середини 8-го до середини 7-го тис. до н. е. називається докерамічним. Основні археологічні культури: кукрецька в Запорізькій обл. (Кам'яна могила І), в'язівоцька на Полтавщині (В'язівок IV), буго-дністровська в басейнах Південного Бугу та Дністра (Заньківці), Таш-Аїр в Гірському і степовому Криму (Таш-Аїр, Фронтове IV) та платовоставська на Луганщині (Зимівники-1-3, Должик, Мурзіна балка). Загальною рисою всіх без винятку докерамічних неолітичних культур України є використання відтискної техніки розщеплення кременю, виробництво складних знарядь. Незважаючи на початок розвитку хліборобства і скотарства, мисливство та рибальство залишаються провідними формами господарства. В Кам'яній могилі знайдені так звані «чуринги», взірці наскельного мистецтва.

#### Культура кераміки
В середині VII тис. до н. е. починається розвиток керамічної фази неоліту. Кераміка протягом 200—300 років розповсюджується на території всієї степової і лісостепової України, а також у гірському Криму. Перші керамічні вироби були гостродонними і містили, як правило, значний домішок трави або інших органічних речовин у фактурі глиняного тіста. Керамічний неоліт можна розділити на три етапи:
- ранній (6500–6000 до н. е.),
- середній (6000–5500 до н. е.) та
- пізній (5500–3900 до н. е.).

В ранньому керамічному неоліті продовжує існувати кукрецька культура. Керамічну стадію кукрецької культури в Північно-Західному Приазов'ї і Дніпровському Надпоріжжі прийнято називати сурською культурою (за епонімними пам'ятками Остров Сурський 1 і 2). Кераміка сурського типу характеризується гостродонністю, S-подібною формою та ін. З розселенням кукрецького населення пов'язано також виникнення донецької культури у басейні Сіверського Дінця.
Протягом 1-ї половини VI тисячоліття до н. е. новими явищами на території України стали азово-дніпровська і нижньодонська культури в степовому Лівобережжі, тубинська культура на Сіверському Дінці. В середині VI тис. до н. е. починається пізній етап неоліту України. У цей час перестали існувати кукрецька, буго-дністровська, донецька культури, платовоставська. Натомість триває розвиток культур, які тільки виникли на попередньому етапі. На цьому ж етапі на територію України з території Центральної Європи потрапляють традиції культури лінійно-стрічкової кераміки, які були пов'язані з прогресивними методами ведення хліборобського господарства, і з території лісової смуги Російського Подесення — культури ямково-гребінцевої кераміки, які навпаки — продовжували традиції мисливсько-рибальського господарства.
Неолітичні культури пізнього керамічного етапу співіснували на території України з енеолітичними трипільською і середньостогівською культурами, носії яких навчилися обробляти мідь.
Яскравим явищем у розвитку неолітичної культури є могильники маріупольського типу, знахідки яких пов'язані з басейнами Дніпра, Сіверського Дінця, а також із територією Північного Приазов'я. Аналіз поховань дає матеріали для реконструкції духовної культури неолітичного населення (наявність довготривалих родових могильників, культ черепа), а також дають багаті матеріали для реконструкції одягу і його прикрас. Небіжчиків ховали у випростаному стані, часто в колективних усипальницях. Поховання спочатку були безінвентарними, потім пов'язані з покладенням у поховання кістяних прикрас, керамічних і крем'яних виробів. Дуже часто в процесі поховань використовувалась вохра.
Більшість питань, пов'язаних із походженням, розвитком, хронологією українського неоліту, залишаються дискусійними.

## Галерея

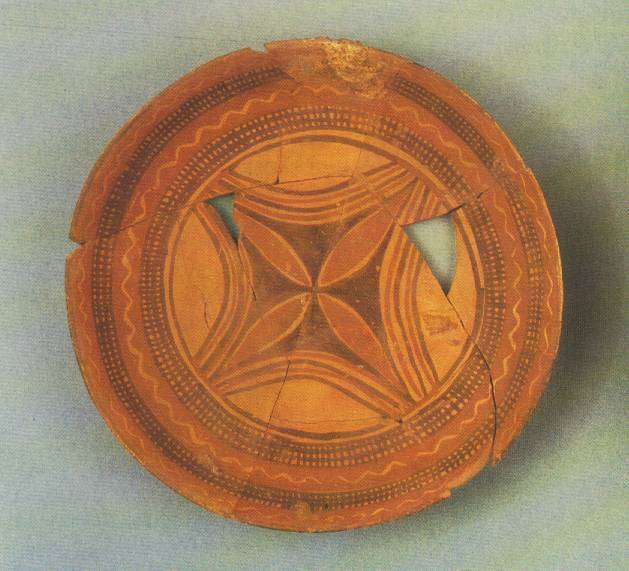
Тарілка
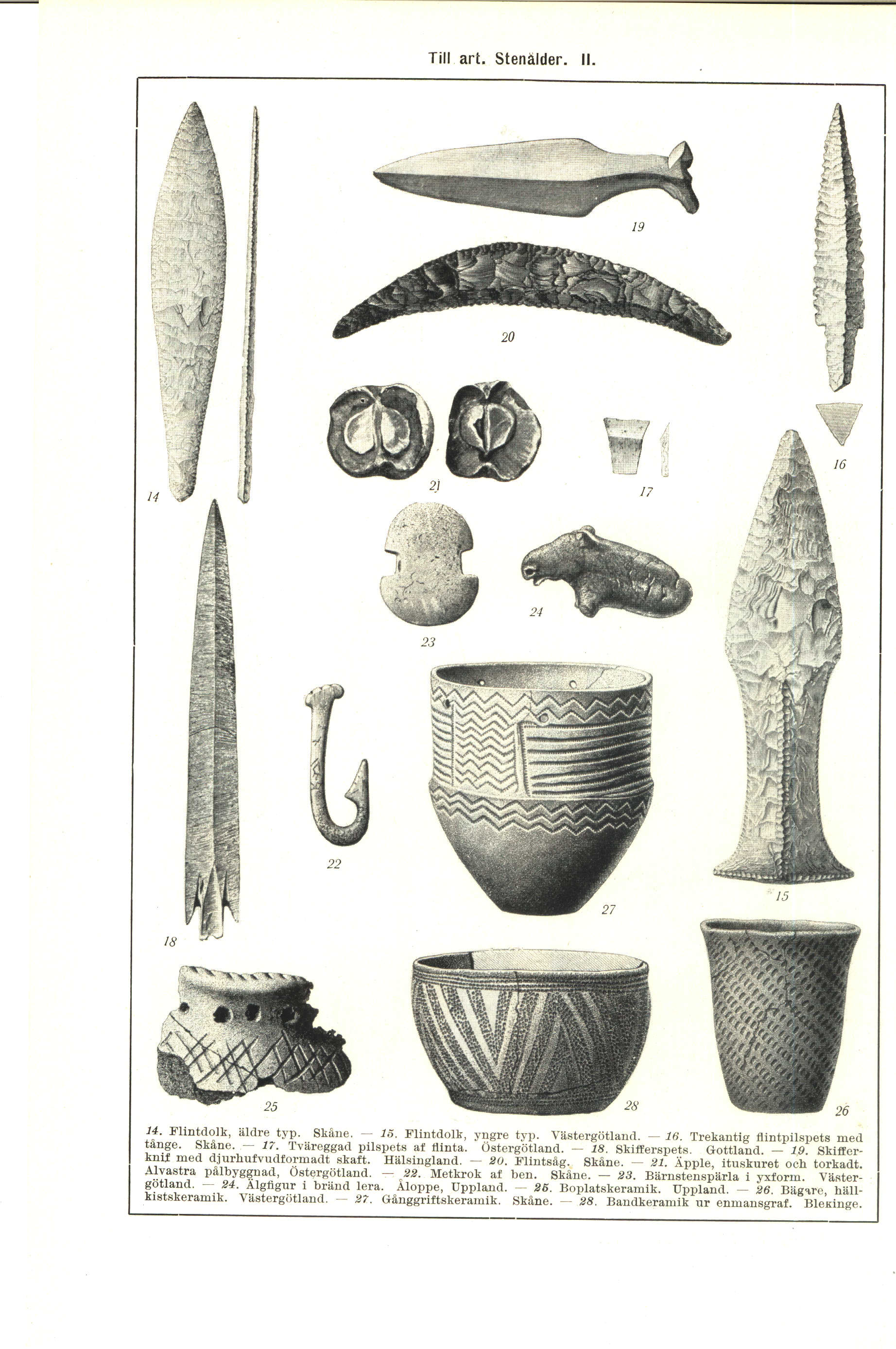
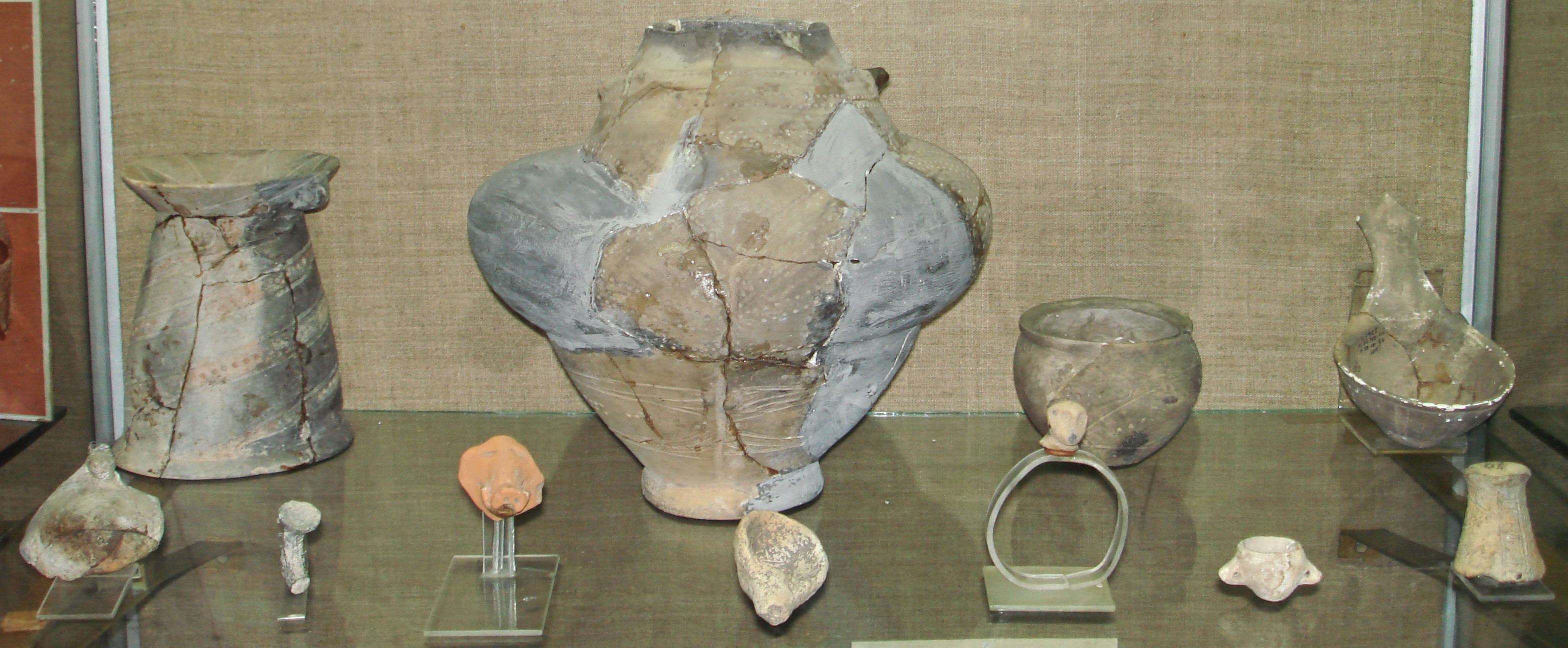
Артефакти Трипільської культури, знайдені на території Молдови. Доба Неоліту
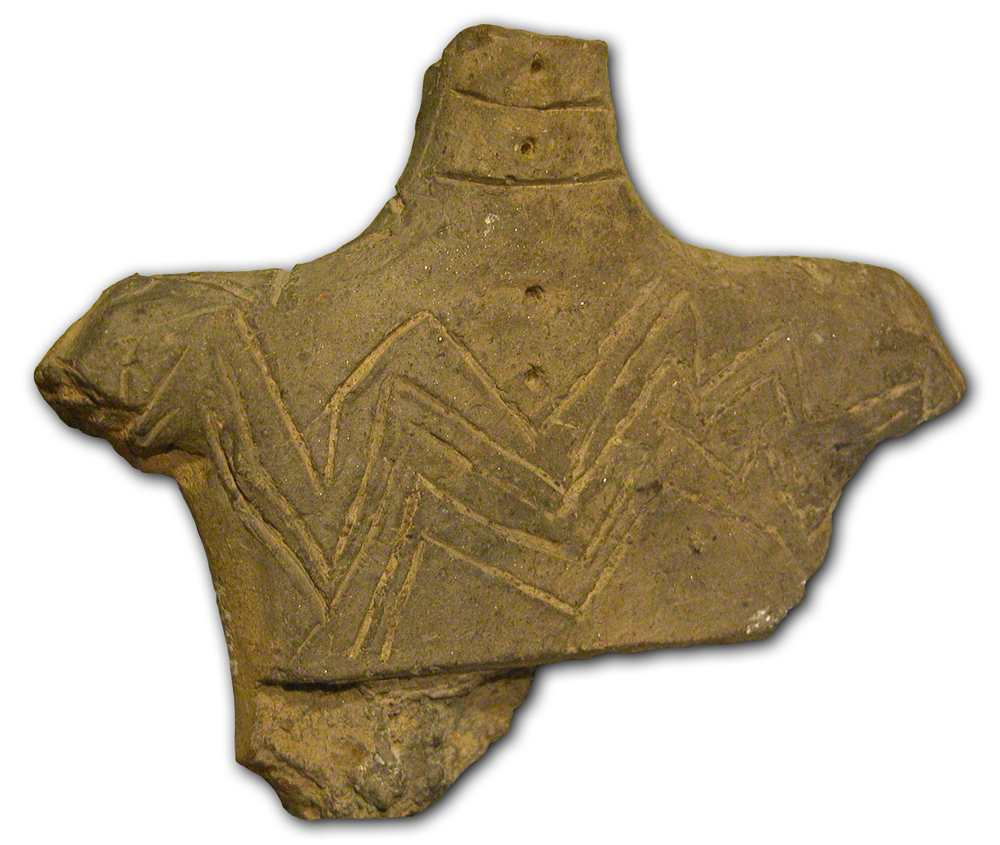
Артефакт доби Неоліту
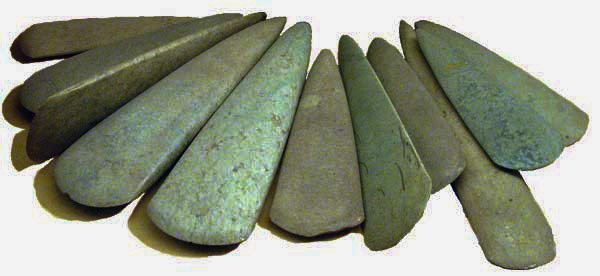
Сокири доби Неоліту
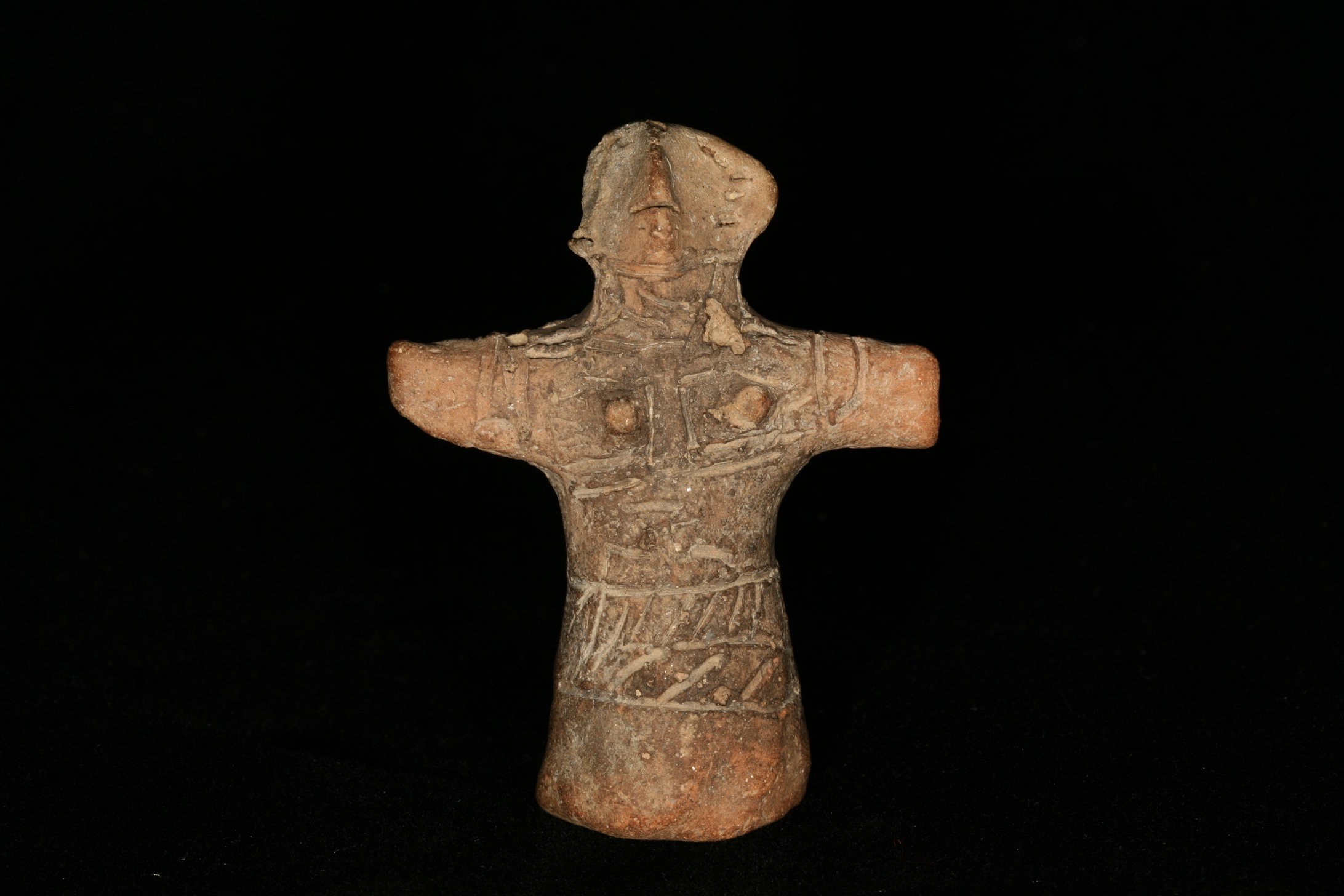
Артефакт знайдений на території Румунії. Бл. 5500 р. до н. е.
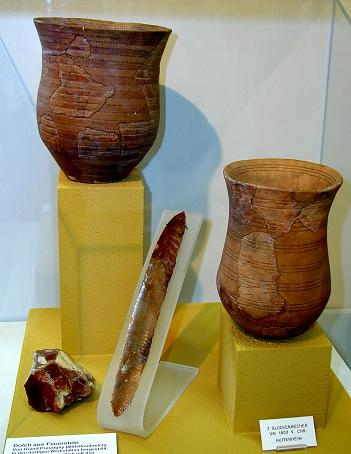
Глечики
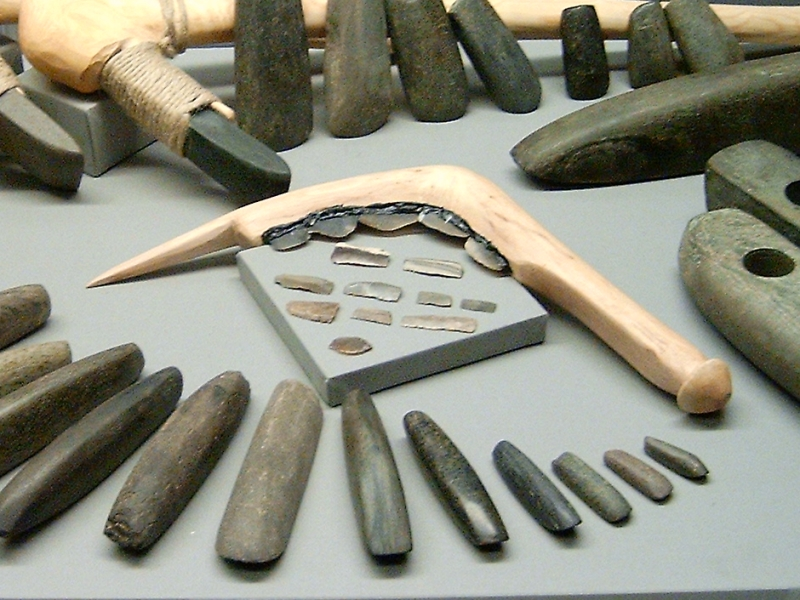
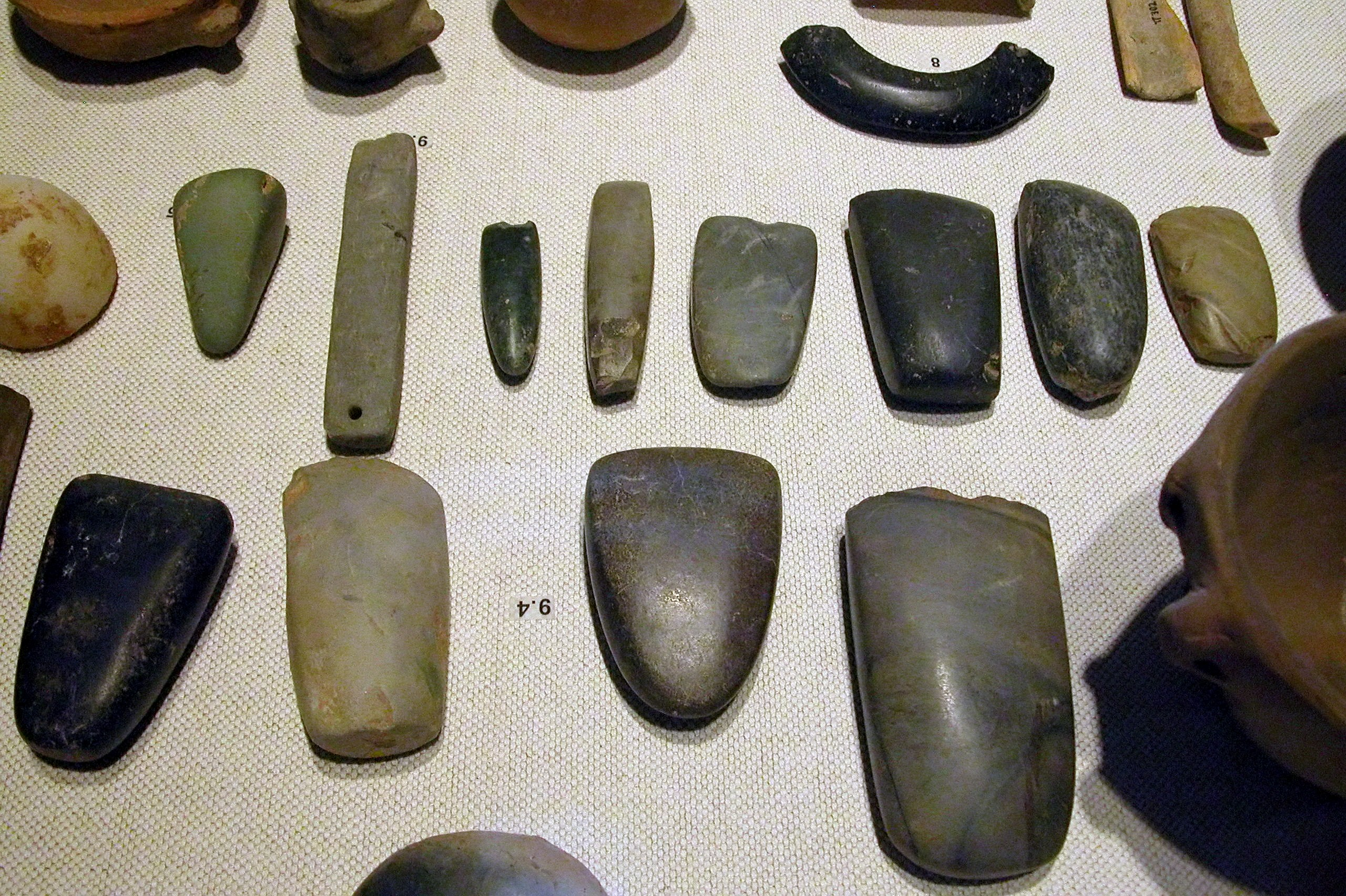
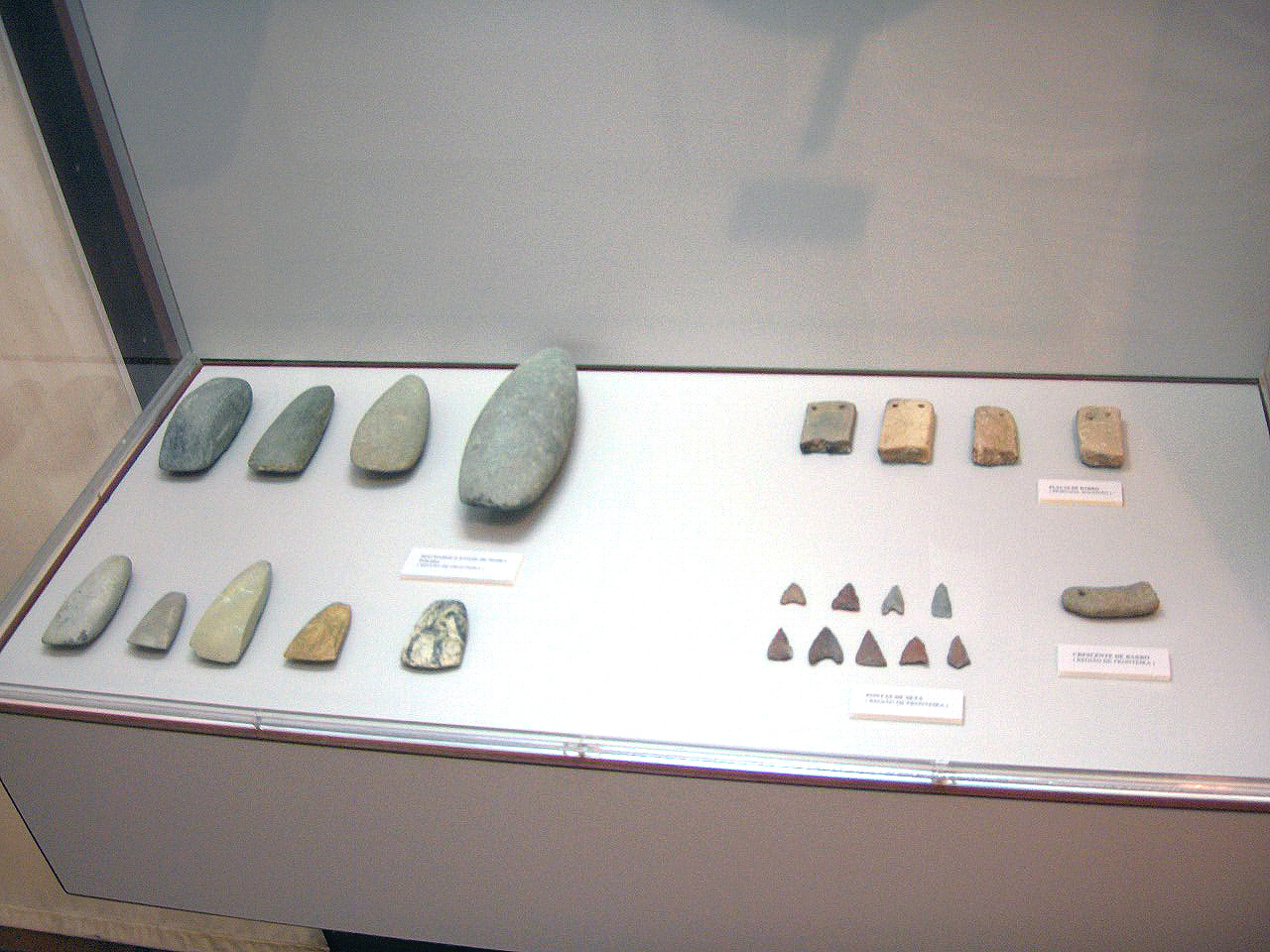
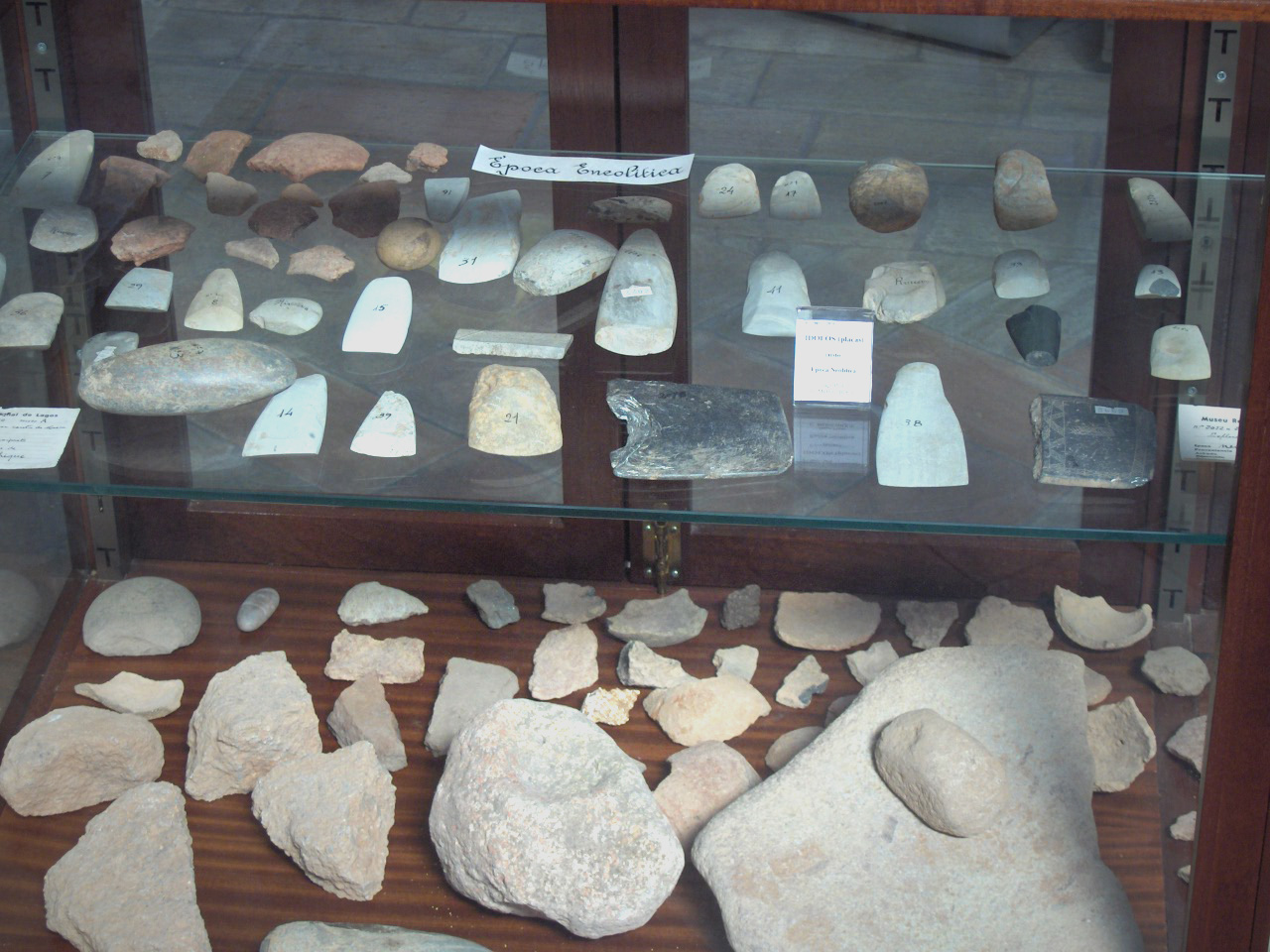